# La tamburina (film)
La tamburina (The Little Drummer Girl) è un film del 1984 diretto da George Roy Hill, con Diane Keaton, tratto dall'omonimo romanzo di John le Carré.

## Trama
Un terrorista palestinese e un funzionario dei servizi segreti israeliani sono i protagonisti di una caccia all'uomo. Per catturare la preda l'israeliano prepara una trappola tra Europa e Medio Oriente. Le pedine del suo gioco sono Joseph, ex soldato dei corpi speciali israeliani e Charlie, un'attrice inglese senza successo, che si trova al centro di una grandiosa finzione, costretta ad interpretare il ruolo più impegnativo della sua vita.